# 青龜俠
青龜俠，漫画超级英雄，由Chu F. Hing創作，首次登場於1944年6月出版的《Blazing Comics》第1期。
出生於夏威夷的Chu F. Hing是美籍華人漫畫家。他原本計劃將青龜俠設定為一位在第二次世界大戰中對抗日本侵略的中國超級英雄，但編輯不同意，認為市場無法接受亞洲裔的超級英雄。因此，Hing從未畫出這位角色摘下面具的樣子。
青龜俠現已進入公有領域。儘管從未揭示這位英雄的起源，青龜俠仍被認為是美国漫画书史上首位中國及亞洲裔的超級英雄。
2014年，杨谨伦與劉敬賢推出了六期迷你系列漫畫 影子俠（英語：The Shadow Hero)，重新詮釋並復興了青龜俠。在新版故事中，烏龜的影子被設定為一個神靈，能保護英雄免受子彈傷害。同年，First Second Books出版了收錄所有六期的合訂本。 2018年，影子俠由湖南美術出版社出版。
2017年，中式餐飲連鎖品牌Panda Express發行了原創漫畫《Shadow Hero Comics #1》，作為慶祝美國亞太裔傳統月的推廣活動之一。
2018年，《青龜俠》（The Green Turtle）在《自由戰隊》（The Liberty Brigade）計畫中重新構思，該計畫集結了公共版權角色展開全新冒險。此項目透過 Kickstarter平台進行群眾募資。 在此版本中，主角「勇史」（Yong Shi）是一名源自13世紀中國元朝的不朽戰士。根據新設定，勇史在絕望祈禱後獲得盤古與女媧的祝福，受命守護華夏。存活超過700年的他，曾參與二戰並與其他英雄組建自由戰隊並肩作戰。

## 能力
||

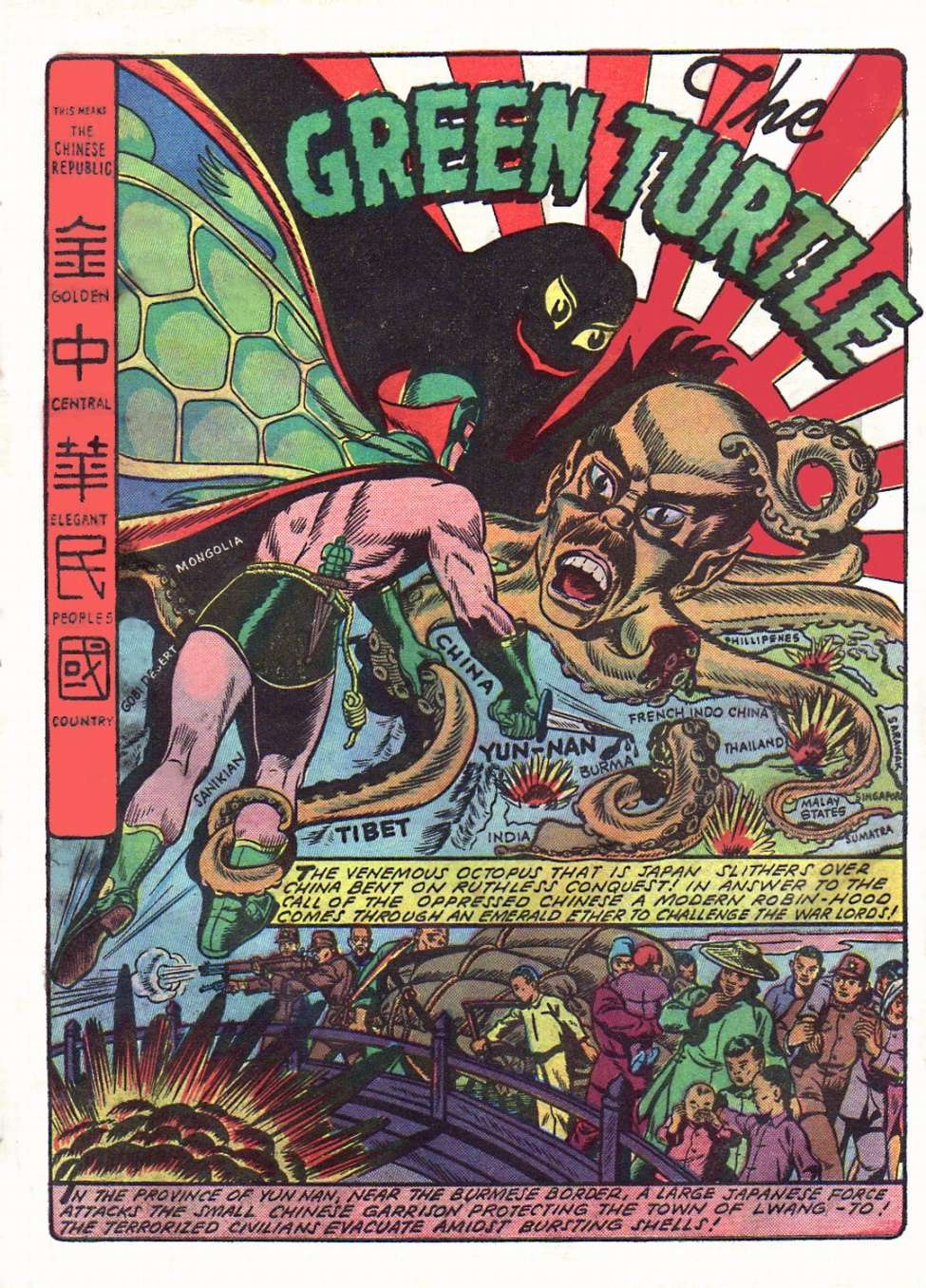
青龜俠攻擊章魚，這隻章魚象徵著日本帝國，在他首次登場的第一頁中出現。

最初設定的青龜俠沒有任何特殊能力，但他是一名技藝高超的戰士，並駕駛一架高科技的「龜式戰機」。他穿著一件印有綠色龜徽的大斗篷，有時會被描繪為身後出現一隻巨大的黑色烏龜剪影。雖然原作中從未說明這一形象的意義，但它可能是對中國神話中「玄武」的一種視覺致敬。他的腰間繫著一條繩索，用來跳向敵人。此外，他腰間還佩戴著一把玉匕首，但從未被描繪為實際使用過。 唯一的例外是他首次登場的第一頁，他擊打一隻象徵日本帝國的章魚。